# Кеннеді Маккінні
Кеннеді Маккінні (англ. Kennedy McKinney, нар. 10 січня 1966, Ернандо, Міссісіпі, США) — американський боксер, олімпійський чемпіон (1988). Чемпіон світу в другій легшій ваговій категорії (за версіями IBF (1992 —1994) та WBO (1997 —1998)).

## Аматорська кар'єра
Олімпійські ігри 1988 
- 1/16 фіналу. Переміг Еріка Переса (Гватемала) — TKO
- 1/8 фіналу. Пройшов Шахураї Бірайдора (Індія) — відмова
- 1/4 фіналу. Переміг Стіва Мвема (Кенія) — 5-0
- 1/2 фіналу. Переміг Пхачон Мунсана (Таїланд) — TKO
- Фінал. Переміг Александра Христова (Болгарія) — 5-0

## Професійна кар'єра
У 1989 році вирішив перейти у професіонали. Стартував з перемоги нокаутом у другому раунді над Девідом Елерсом. Впевнено перемагав протягом наступних трьох років і виборов право бою за титул IBF. У важкому поєдинку проти чинного чемпіона Велкома Нсіти, американцю вдалося нокаутувати суперника в одинадцятому раунді. П'ять раз Маккінні успішно захищав свій чемпіонський титул. У серпні 1994 року неочікувано програв південноафриканському боксеру Вуяні Бунгу. Ця поразка була названа несподіванкою року за версією журналу The Ring. Через два роки намагався здобути титул чемпіона за версією WBO, однак програв нокаутом Марко Антоніо Баррері. 5 квітня 1997 року намагався повернути собі титул IBF, але взяти реванш у Бунгу йому не вдалося. У кінці року переміг Джуніора Джонсона та здобув титул чемпіона WBO. На початку 1998 лишив свій титул вакантним та перейшов у напівлегку вагу. У бою за титул чемпіона WBC програв нокаутом філіппінцю Ліїсіто Еспіносі. Після цього бою кар'єра боксера дещо пішла на спад. Він став боксувати проти слабших противників та частіше програвати. Після поразки 4 квітня 2003 року вирішив завершити кар'єру.